# Dissiliaria
Dissiliaria es un género de plantas perteneciente a la familia Picrodendraceae. Comprende seis especies originarias de Queensland en Australia.

## Especies
- Dissiliaria baloghioides F.Muell. ex Baill., Adansonia 7: 359 (1867).
- Dissiliaria indistincta P.I.Forst., Austrobaileya 5: 17 (1997).
- Dissiliaria laxinervis Airy Shaw, Muelleria 4: 220 (1980).
- Dissiliaria muelleri Baill., Adansonia 7: 359 (1867).
- Dissiliaria surculosa P.I.Forst., Austrobaileya 5: 22 (1997).
- Dissiliaria tuckeri P.I.Forst., Austrobaileya 5: 19 (1997).